# Färöbåt

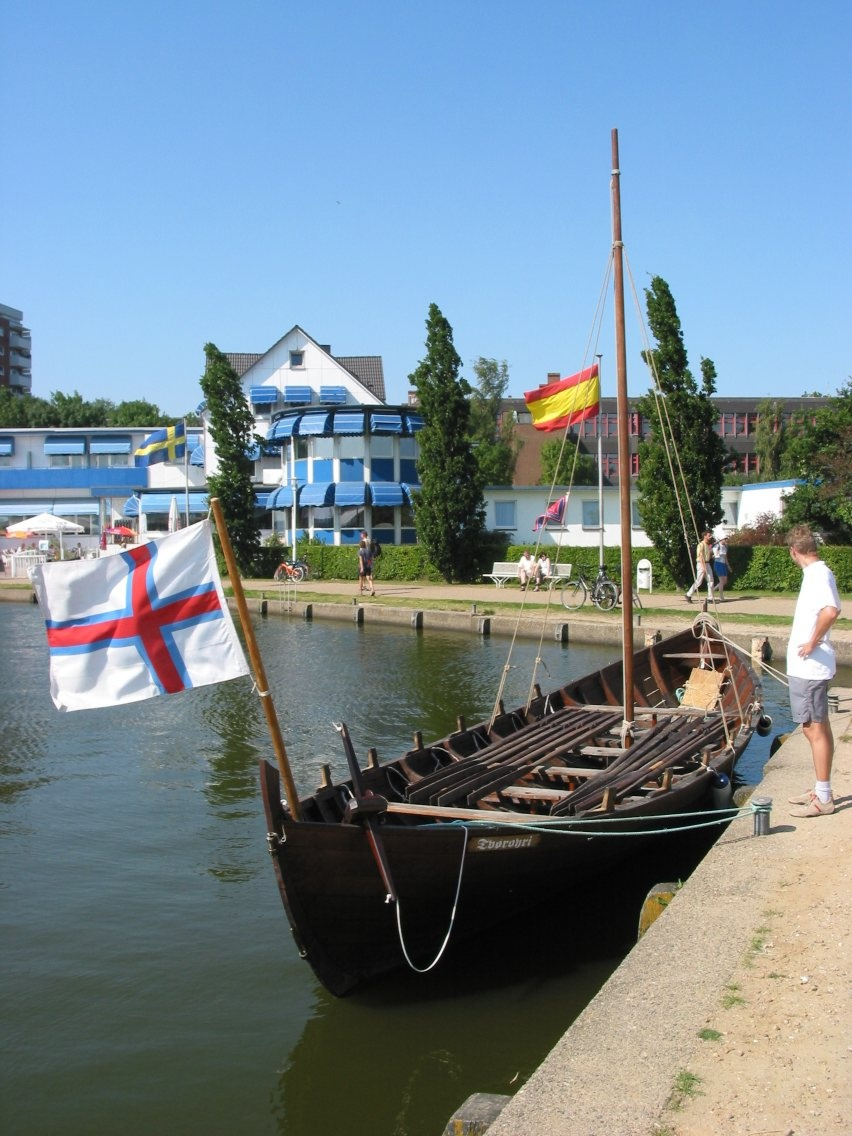
Naddoddur, en färöbåt av typen seksæringur, från Tvøroyri på ön Suðuroy.

Färöbåten är en vikingaskeppsliknande båtkonstruktion som utvecklats på Färöarna. Båten är lätt och sjöduglig och passar utmärkt för hemmafisket, nära Färöarna. Färöbåten är av tradition konstruerad som roddbåt, men finns numera även som motorbåt. 

## Klassiska båttyper
De typiska färöbåtarna har namn efter antalet roddare: 10-mannafar, 8-mannafar osv. Den största båten av traditionell typ är seksæringur som rors med sex årpar av tolv man.
- Tríbekkur, med 2 roddare och tre bänkar.
- Tristur, med 3 roddare, något större än tríbekkur, cirka 18 fot) och med tre-fyra bänkar.
- Fyrmannafar, med 4 roddare och 20 fot lång.
- Femmannafar, med 5 roddare och 21 fot lång. Den minsta färöbåten som används för kappróður.
- Sexmannafar, med 6 roddare och 22 fot lång.
- Åttamannafar, med 8 roddare och 24-24,5 fot lång.
- Tiomannafar, med 10 roddare, 26-27 fot lång. Den största båten i kapprodd.
- Seksæringur (eller tolvmannafar), med 12 roddare, 28-30 fot lång. Denna typ görs numera också som motorbåt.
- Teinæringur, med 18 roddare och cirka 40 fot lång. Användes förr i tiden för färder till andra länder.

Enligt traditionen ska den allra största roddbåten ha funnits på Mykines och rotts av 20 man.